# Once Upon a Christmas
Once Upon a Christmas är ett julalbum av Dolly Parton och Kenny Rogers, släppt i december 1984. En singel, "The Greatest Gift of All" släpptes från albumet. I Storbritannien släpptes "Christmas Without You" som singel.

## Låtlista
1. I Believe in Santa Claus
2. Winter Wonderland/Sleigh Ride
3. Christmas Without You
4. The Christmas Song
5. A Christmas to Remember
6. With Bells on
7. Silent Night
8. The Greatest Gift of All
9. White Christmas
10. Once Upon a Christmas

I början av 2000-talet blev albumet återlanserat via Itunes. The track listing has been slightly rearranged. Låtlistan har ändrats, och "The Christmas Song" har ersatts av "Hard Candy Christmas". Denna version finns också på CD numera.

## Låtlista på Itunes
1. I Believe in Santa Claus
2. Winter Wonderland/Sleigh Ride
3. With Bells On
4. Christmas Without You
5. White Christmas
6. A Christmas to Remember
7. Hard Candy Christmas
8. The Greatest Gift of All
9. Once Upon a Christmas

## Listplaceringar
| Lista (1985) | Topplacering |
| ------------ | ------------ |
| Sverige      | 40           |

### Fotnoter
1. ↑  Länk
2. ↑  Listplacering